# Nemzeti Egészségfejlesztési Intézet
A Nemzeti Egészségfejlesztési Intézet (rövidítve: NEFI) egy közigazgatási szerv Magyarországon. Az Emberi Erőforrások Minisztériumának (EMMI) speciális országos népegészségügyi módszertani háttérintézmény, amely 2017. április 1-jével szűnt meg. Az Intézetet is az Állami Egészségügyi Ellátó Központba olvasztották be.

## Története
Az Országos Egészségfejlesztési Intézet (OEFI) létrehozásáról az Állami Népegészségügyi és Tisztiorvosi Szolgálatról és a gyógyszerészeti államigazgatási szerv kijelöléséről szóló 362/2006. (XII. 28.) Korm. rendelet intézkedett. Az OEFI működését meghatározó jogszabály: az Állami Népegészségügyi és Tisztiorvosi Szolgálatról, a népegészségügyi szakigazgatási feladatok ellátásáról, valamint a gyógyszerészeti államigazgatási szerv kijelöléséről szóló 323/2010. (XII. 27.) Korm. rendelet.
2015-ben az Országos Gyermekegészségügyi Intézet és az Országos Alapellátási Intézet beolvadt az Országos Egészségfejlesztési Intézetbe, és ennek alapján, kibővült hatáskörrel létrejött a Nemzeti Egészségfejlesztési Intézet.
2016. szeptember 1-jével távozott posztjáról Török Krisztina, a Nemzeti Egészségfejlesztési Intézet addigi főigazgatója, aki a NEFI előtt a Gyógyszerészeti és Egészségügyi Minőségi- és Szervezetfejlesztési Intézet főigazgatója volt, azt megelőzően pedig az Egészségügyi Minőségfejlesztési és Kórháztechnikai Intézetet vezette. 2016. október 1-jétől Surján Orsolya a NEFI főigazgatója, aki korábban a salgótarjáni Szent Lázár Megyei Kórház infektológusa volt, majd Nógrád megyében tisztifőorvos, a Nógrád Megyei Kormányhivatal Népegészségügyi Főosztályának vezetője volt.
2017. április elsejével - további három háttérintézménnyel együtt, az a Nemzeti Egészségfejlesztési Intézet is megszűnik - közölte a Miniszterelnökség a Magyar Hírlappal. Ezek az intézmények jogutódlással szűnnek meg; feladataik járási hivatalokhoz vagy kormányhivatalokhoz kerülnek.

## Fő működési területei
Fő területei az egészségfejlesztés, a lakóhelyközeli egészségügyi ellátás, kiemelten az alapellátás és a gyermekegészségügy. Tevékenységének fókuszában egyrészt az elsődleges megelőzés, azaz az egészséges életmód támogatása és a kockázati egészségmagatartások visszaszorítása, másrészt a lakóhelyközeli ellátás szolgáltatásainak népegészségügyi szempontú megerősítése áll.